# Shumpei Fukahori
Shumpei Fukahori (født 29. juni 1998) er en japansk fodboldspiller, som spiller for den japanske fodboldklub Vitória SC.